# La Petite Dernière
La Petite Dernière est une autofiction de l'écrivaine Fatima Daas, publiée en 2020 aux éditions Noir sur Blanc.

## Résumé
Dans son roman, l'autrice raconte sa vie comme mazoziya (« petite dernière ») dans une famille musulmane pratiquante, qui vit dans une banlieue française. Dans l'environnement lequel elle vit, l'amour n'est jamais discuté, et la sexualité hors hétérosexualité est tabou. Or la jeune femme se découvre une attirance pour les femmes. 

## Critiques
Dès sa première sortie, le livre est salué par la critique, notamment en participant à la rentrée littéraire de 2020. Il y revient en 2021 pour sa version poche.
Dans le cahier critique de la littérature française de la revue Lire, le roman reçoit la note de trois étoiles sur cinq, une note positive. Ce qui est particulièrement apprécié est la dignité et le courage avec lesquels l'autrice rapproche la sexualité du personnage et la religion; sans pour autant manquer de provocations et de hardiesse,. Pour cette même raison, l'autrice est considérée comme une « battante solitaire ».
L'émission Le Masque et la Plume sur France Inter accueille le roman de manière très positive ; les intervenants sont séduits à l'unanimité.
Le roman figure dans la sélection « Monde des livres » des meilleurs livres de 2020 du journal Le Monde.

## Distinctions
La Petite Dernière a été nommée pour les Prix Littéraires du Monde et Stanislas, dans la catégorie Premier Roman en 2020. C'est cependant Les Inrockuptibles qui lui décerne son premier prix littéraire avec le Prix du Premier Roman 2020,.